# Arhidieceza de Paris
Arhidieceza de Paris (în latină Archidioecesis Parisiensis, în franceză Archidiocèse de Paris) este una din cele 15 arhiepiscopii mitropolitane romano-catolice din Franța. Arhiepiscop al Parisului este Laurent Ulrich (din 2022).

## Istoric
Parisul este sediu episcopal din secolul al III-lea. Primul episcop de Paris este considerat Sfântul Dionisie (Saint Denis). Jurisdicția ecleziastică a  Parisului cuprindea până în secolul al XX-lea doar teritoriul din jurul orașului. Episcopia Parisului a fost din evul mediu și până în secolul al XVIII-lea sufragană (subordonată) a Arhidiecezei de Sens. În data de 20 octombrie 1622 Parisul a fost ridicat la rangul de arhidieceză.
Cardinalul Jean-Marie Lustiger, academician, arhiepiscop al Parisului între 1981–2005, este considerat una din personalitățile marcante ale Bisericii Catolice din secolul al XX-lea. Lustiger a promovat reconcilierea dintre creștini și evrei. Succesorul său a fost cardinalul André Vingt-Trois.

## Organizare

### Dieceze sufragane
1. Dieceza de Créteil
2. Dieceza de Évry-Corbeil-Essonnes
3. Dieceza de Meaux
4. Dieceza de Nanterre
5. Dieceza de Pontoise
6. Dieceza de Saint-Denis
7. Dieceza de Versailles